# John Hunter
John Andrew Hunter, novozelandski veslač, *8. november 1943, Christchurch, Nova Zelandija.
Hunter je za Novo Zelandijo nastopil na Poletnih olimpijskih igrah 1968 v Mexico Cityju in 1972 v Münchnu, kjer je veslal v osmercu. 
Novozelandski čoln je na igrah leta 1968 končal na četrtem mestu, v Münchnu pa je osvojil zlato medaljo. Na Poletnih olimpijskih igrah 1996 v Atlanti je sodeloval kot trener novozelandskih veslačev.